# AKOM
AKOM Production, Ltd. (en hangul, 애이콤프로덕션) Acrónimo de Animation Korea Movie, es un estudio de animación surcoreano con sede en Songpa-gu, Seúl. 
Su mayor trabajo fue hacer la animación de doscientos episodios de Los Simpson, aunque este número está aumentando constantemente. El estudio también produjo una parte de la animación en Los Simpson: la película. También ha producido la animación para otras series: X-Men, The Tick: The Animated Series, Tiny Toon Adventures, Animaniacs, Batman: The Animated Series, The Land Before Time, etc.